# 김륜희
김륜희는 대한민국의 가수이다.

## 데뷔
- 2006년 1집 앨범 "눈썹짙은 그 사람"

## 음반
- 2006년 1집 눈썹짙은 그 사람
- 2009년 2집 남자야 남자야
- 2011년 은빛 로맨스
- 2015년 남자야